# Antonio Trueba y Aguinagalde
Antonio Trueba y Aguinagalde (Zumaia, 1855- Bilbao, 7 d'agost de 1944) va ser un compositor i organista espanyol.

## Biografia
Natural de la localitat guipuscoana de Zumaia, es va matriculat a l'octubre de 1876 com a alumne de la classe de piano de l'Escola Nacional de Música, en la qual va tenir com a professor a Manuel Mendizábal de Sagastume. Va obtenir el primer premi als concursos públics d'aquell ensenyament que es van efectuar en aquella escola el juny de 1880. Va compondre, entre altres obres, Misa pastorela, La redención de un padre ó Un rasgo de amor filial, Salve Regina, Tiernas quejas, Una vara de castigo, ¡Una mirada! y Bienaventurados los que creen. Va morir a Bilbao en 1944.